# Venatrix penola
Venatrix penola Framenau & Vink, 2001 è un ragno appartenente alla famiglia Lycosidae.

## Etimologia
Il nome proprio è in riferimento alla località di rinvenimento degli esemplari, la Penola State Forest, nell'Australia meridionale, circa 200 Km a sudest di Adelaide.

## Caratteristiche
L'olotipo maschile ha una lunghezza totale di 11,3mm: il cefalotorace è lungo 6,3mm, e largo 4,5mm.
Il paratipo femminile ha una lunghezza totale di 13,4mm: il cefalotorace è lungo 7,3mm, e largo 5mm.

## Distribuzione
La specie è stata reperita nell'Australia meridionale e nello stato di Victoria. Di seguito alcuni rinvenimenti:
1. l'olotipo maschile rinvenuto all'interno della Penola State Forest, nell'Australia meridionale, nel maggio 1983.
2. un paratipo femminile, all'interno della Penola State Forest, nell'Australia meridionale, nell'ottobre 1984.
3. un esemplare femminile al Bin Bin Trip Point, 6,9 Km a SSE della Penola State Forest, in Australia meridionale[1].

## Tassonomia
Appartiene al funesta-group insieme a V. funesta - V. australiensis - V. roo - V. mckayi - V. koori e V. archookoora.
Al 2021 non sono note sottospecie e dal 2001 non sono stati esaminati nuovi esemplari.